# النوبة (الملاح)

تعديل مصدري - تعديل

النوبة هي إحدى قرى عزلة الملاح بمديرية الملاح التابعة لمحافظة لحج، بلغ تعداد سكانها 132 نسمة حسب تعداد اليمن لعام 2004.